# Podemos Ceuta
Podemos Ceuta es la organización de Podemos en la ciudad autónoma de Ceuta.

## Organización
La organización del partido surge de los documentos aprobados en la tercera Asamblea Ciudadana Estatal de Podemos, también conocida como Vistalegre III, en 2020. Consta de:
- Asamblea Ciudadana Autonómica.
- Consejo Ciudadano Autonómico.
- Coordinación Autonómica.
- Consejo de Coordinación Autonómico.
- Comisión de Garantías Democráticas Autonómica.

Además, la representatividad de los círculos (base de la militancia del partido) se da a través del consejo de círculos, la red de círculos o su presencia en el Consejo Ciudadano Autonómico.

## Resultados electorales

### Congreso de los Diputados
| Congreso de los Diputados |                |         |    |          |       |        |                          |
| Elecciones                | Candidatura    | Escaños | ±  | Posición | Votos | %      | Candidato                |
| 2015                      | Podemos        | 0/1     | ±0 | 3a       | 4.630 | 14,06% |                          |
| 2016                      | Unidos Podemos | 0/1     | ±0 | 4a       | 3.352 | 10,09% |                          |
| 2019 I                    | Unidas Podemos | 0/1     | ±0 | 5a       | 1.822 | 4,81%  | Sara Abdeselam           |
| 2019 II                   | Unidas Podemos | 0/1     | ±0 | 4a       | 1.300 | 3,93%  | Ramón Rodríguez Casaubón |

### Asamblea de Ceuta
| Asamblea de Ceuta |         |    |          |       |       |          |                          |
| Elecciones        | Escaños | ±  | Posición | Votos | %     | Gobierno | Candidato                |
| 2019              | 0/25    | ±0 | 7a       | 505   | 1,49% | PP       | Ramón Rodríguez Casaubón |